# Chocolate (chanson de Snow Patrol)
Pour les articles homonymes, voir Chocolate.
Singles de Snow Patrol
Run Spitting Games
(réédité)
Pistes de Final Straw
Spitting Games Run
Chocolate est le nom du troisième single extrait de l'album Final Straw (2003) de Snow Patrol.

## Formats et éditions

### CD
| No | Titre                          | Durée |
| -- | ------------------------------ | ----- |
| 1. | Chocolate                      |       |
| 2. | Chocolate (vidéo)              |       |
| 3. | Run (Jackknife Lee Remix)      |       |
| 4. | One Night Is Not Enough (live) |       |

### 7″
| No | Titre                    | Durée |
| -- | ------------------------ | ----- |
| 1. | Chocolate                |       |
| 2. | Run (Jacknife Lee Remix) |       |

## Musique de film
- Chocolate est aussi la musique de la bande annonce et de la bande originale du film Last Kiss sorti en octobre 2006 avec notamment Zach Braff.